# Edward Whelan

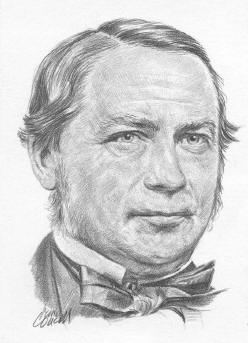
Edward Whelan

Edward Whelan (* 1824 in Ballina, Irland; † 10. Dezember 1867 in Charlottetown, Prince Edward Island) war ein kanadischer Politiker und Journalist. Als einer der Väter der Konföderation gehört er zu den Wegbereitern des 1867 gegründeten kanadischen Bundesstaates.
Die kanadische Bundesregierung ehrte Whelan am 29. Mai 1939 für sein Wirken und erklärte ihn zu einer „Person von nationaler historischer Bedeutung“.

## Biografie
Whelan wanderte im Alter von etwa sieben Jahre zusammen mit seiner Mutter nach Nova Scotia aus. In der Druckerei von Joseph Howe erhielt er eine Berufsausbildung. 1842 wurde er Redakteur beim Register, einer liberalen irisch-katholischen Zeitung. Ein Jahr später zog er nach Charlottetown, der Hauptstadt von Prince Edward Island. Dort gründete er eine eigene Zeitung namens Palladium, deren Erscheinen er jedoch 1845 einstellte. 1847 gründete er eine neue Zeitung, den Examiner.
1846 begann Whelans politische Karriere mit der Wahl in das Unterhaus der damaligen Kolonie. Er setzte sich für eine Landreform und eine Demokratisierung des politischen Systems ein. Nachdem Prince Edward Island 1851 das Recht auf Selbstverwaltung erlangt hatte, berief Premierminister George Coles den erst 27-jährigen Whelan in die Regierung. Außerdem erhielt er den Auftrag zugesprochen, als Queen’s Printer das Amtsblatt und behördliche Dokumente zu drucken. Von 1859 bis 1863 waren die Liberalen wieder in der Opposition.
Im September bzw. Oktober 1864 nahm Whelan an der Charlottetown-Konferenz und an der Québec-Konferenz teil, wo über die Schaffung eines föderalen Bundesstaates in Britisch-Nordamerika beraten wurde. Innerhalb seiner Partei war er zunehmend isoliert, da er als einziger offen für den Beitritt der Kolonie zur Kanadischen Konföderation eintrat. Als die Liberalen 1867 wieder an die Macht kamen, erhielt er sein Amt als Queen’s Printer zurück. Von Gesetzes wegen musste er als Abgeordneter zurücktreten und sich einer Nachwahl stellen. Nach der Wahlniederlage verschlechterte sich Whelans Gesundheitszustand rasch und er verstarb im Alter von 43 Jahren.